# أوسكار بيسيرا
أوسكار بيسيرا (بالإسبانية: Óscar Becerra)‏ (14 فبراير 1994 - ) هو لاعب كرة قدم مكسيكي في مركز الدفاع.

## وصلات خارجية
- أوسكار بيسيرا على موقع قاعدة بيانات كرة القدم.إي يو (الإنجليزية)
- أوسكار بيسيرا على موقع Soccerway.com (الإنجليزية)